# Alexandra Doke
Alexandra „Allie“ Doke (* 30. April 2003 in Los Angeles, Los Angeles County, Kalifornien) ist eine US-amerikanische Schauspielerin.

## Leben
Doke wurde am 30. April 2003 in Los Angeles geboren. Sie ist die Schwester der Schauspieler Jack Michael Doke und Nicolette Doke. Sie erhielt mehrere Schauspiel- und Sprechkurse. Ihr Filmschauspieldebüt gab sie 2009 als Kinderdarstellerin im Film St. Nick. 2010 mimte sie in drei Episoden der Fernsehserie Lone Star die Rolle der Grace. 2012 hatte sie eine Nebenrolle in der Filmproduktion The Iceman inne. Nach mehrjähriger Pause vom Filmschauspiel verkörperte sie 2017 in der Fernsehserie Kirby Buckets die Episodenrolle der Janis. 2019 spielte sie im Fernsehfilm Psycho BFF eine der Hauptrollen als Olivia. Danach war sie wiederholt als Episodendarstellerin in Fernsehserien wie The L Word: Generation Q, On My Block, 9-1-1, Atypical oder Chicago P.D. zu sehen. 2021 spielte sie in zwei Episoden der Fernsehserie Grey’s Anatomy die Rolle der Cindy Wright. 2023 stellte sie im Film The Killer on the Road die Rolle der Whitney dar. Seit demselben Jahr wirkt sie als wiederkehrende Rolle in der Fernsehserie Fire in the Sky mit.

## Filmografie (Auswahl)
- 2009: St. Nick
- 2010: Lone Star (Fernsehserie, 3 Episoden)
- 2012: The Playroom
- 2012: The Iceman
- 2017: Kirby Buckets (Fernsehserie, Episode 3x11)
- 2019: Psycho BFF (Fernsehfilm)
- 2019: The L Word: Generation Q (Fernsehserie, Episode 1x03)
- 2020: Perfect Harmony (Fernsehserie, Episode 1x13)
- 2020: On My Block (Fernsehserie, Episode 3x07)
- 2020: Grey’s Anatomy (Fernsehserie, 2 Episoden)
- 2021: 9-1-1 (Fernsehserie, Episode 4x02)
- 2021: Atypical (Fernsehserie, Episode 4x05)
- 2022: Chicago P.D. (Fernsehserie, Episode 10x09)
- 2022: Hart of the Wild Bunch (Kurzfilm)
- 2023: FBI: Most Wanted (Fernsehserie, Episode 4x17)
- 2023: The Killer on the Road (He Went That Way)
- seit 2023: Fire in the Sky (City on Fire, Fernsehserie)

## Theater (Auswahl)
- Cabaret, Los Angeles
- Twelfth Night, Los Angeles/Brian Hostenske
- Hey Mr. D J!, Six Flags Over Texas
- Heathers the Musical-Best Actress Recognition DSMHSMTA, Grand Prairie Fine Arts Academy
- Big Fish – Best Actress Nominee DSMHSMTA & Schmidt and Jones, Grand Prairie Fine Arts Academ
- Annie Get Your Gun (AEA), Lyric Stage/Jay Dias &Anne Nie
- Bonnie and Clyde (AEA), WaterTower Theatre/Terry Marti
- Ruthless! The Musical (AEA), FMPAT/Chris Robinson
- Macbeth (AGMA), Dallas Opera/Bernard Uzan
- Scrooge (AEA), LifestageTheatre/Shane Peterma
- Project Youth (Premier), FMPAT/Stephanie Riggs
- The Wizard of Oz, FMPAT/Stephanie Riggs
- Honk!, FMPAT/Stephanie Riggs